# Palácio Donggung e Lagoa Wolji
O Palácio Donggung e a Lagoa Wolji (em coreano:  경주 동궁과 월지), antigamente conhecido como Anapji, é uma lagoa artificial no Parque Nacional de Gyeongju, na Coreia do Sul. Fazia parte do complexo do palácio do antigo Reino de Silla (57 a.C.–935 d.C.). Foi construído por ordem do Rei Munmu em 674 d.C. A lagoa está situada na extremidade nordeste do local do palácio Banwolseong, no centro de Gyeongju. A lagoa tem um formato oval, com 200 metros de leste a oeste e 180 metros de norte a sul, e contém três pequenas ilhas.

## História
O Anapji foi originalmente localizado perto do palácio de Silla chamado Banwolseong. Está escrito no Samguk Sagi (um registro histórico dos Três Reinos da Coreia), que "durante a era do Rei Munmu, uma nova lagoa foi construída no palácio, e flores e pássaros floresceram nessa lagoa". Também há menção de uma recepção real realizada pelo Rei Gyeongsun em 931, quando o Reino de Silla já estava desmoronando. Após a queda de Silla, a lagoa ficou em mau estado por muitos séculos. O nome Anapji aparece no documento da Dinastia Joseon do século XVI, Levantamento Aumentado da Geografia da Coreia (hangul: 동국여지승람, hanja: 東 國 輿 地 勝 覽) com a explicação de que o Rei Munmu construiu a lagoa com uma estética taoísta.

## Renovação e escavação de relíquias
Como parte do projeto de renovação de locais históricos em Gyeongju, o Anapji foi dragado e reconstruído em 1974. O projeto de escavação de longo prazo de março de 1975 a dezembro de 1986 liberou um grande número de relíquias da lagoa. A pesquisa revelou que a lagoa havia sido cercada por paredes de pedra e que cinco prédios estavam situados do lado oeste para o sul da lagoa. Sistemas hidroviários também foram detectados. Quase 33 mil peças de relíquias históricas foram escavadas do local. Uma abundância de telhas únicas e extraordinariamente projetadas, materiais arquitetônicos, cerâmica, figuras de Buda em bronze dourado, joias, acessórios e outros itens do dia-a-dia foram descobertos, oferecendo uma visão da arte budista e da vida cotidiana em Silla.

## Destino turístico
O Anapji está atualmente localizado em Inwang-dong, na cidade de Gyeongju e faz parte do Parque Nacional de Gyeongju. Aproximadamente 730 relíquias estão em exibição no Hall de Exbição do Anapji, a galeria especial do Museu Nacional de Gyeongju. O local de Imhaejeon também faz parte dos jardins, o edifício mais importante da propriedade e a estrutura usada como palácio do príncipe herdeiro. Embora alguns locais tenham sido restaurados, outros foram deixados na forma natural.

## Galeria

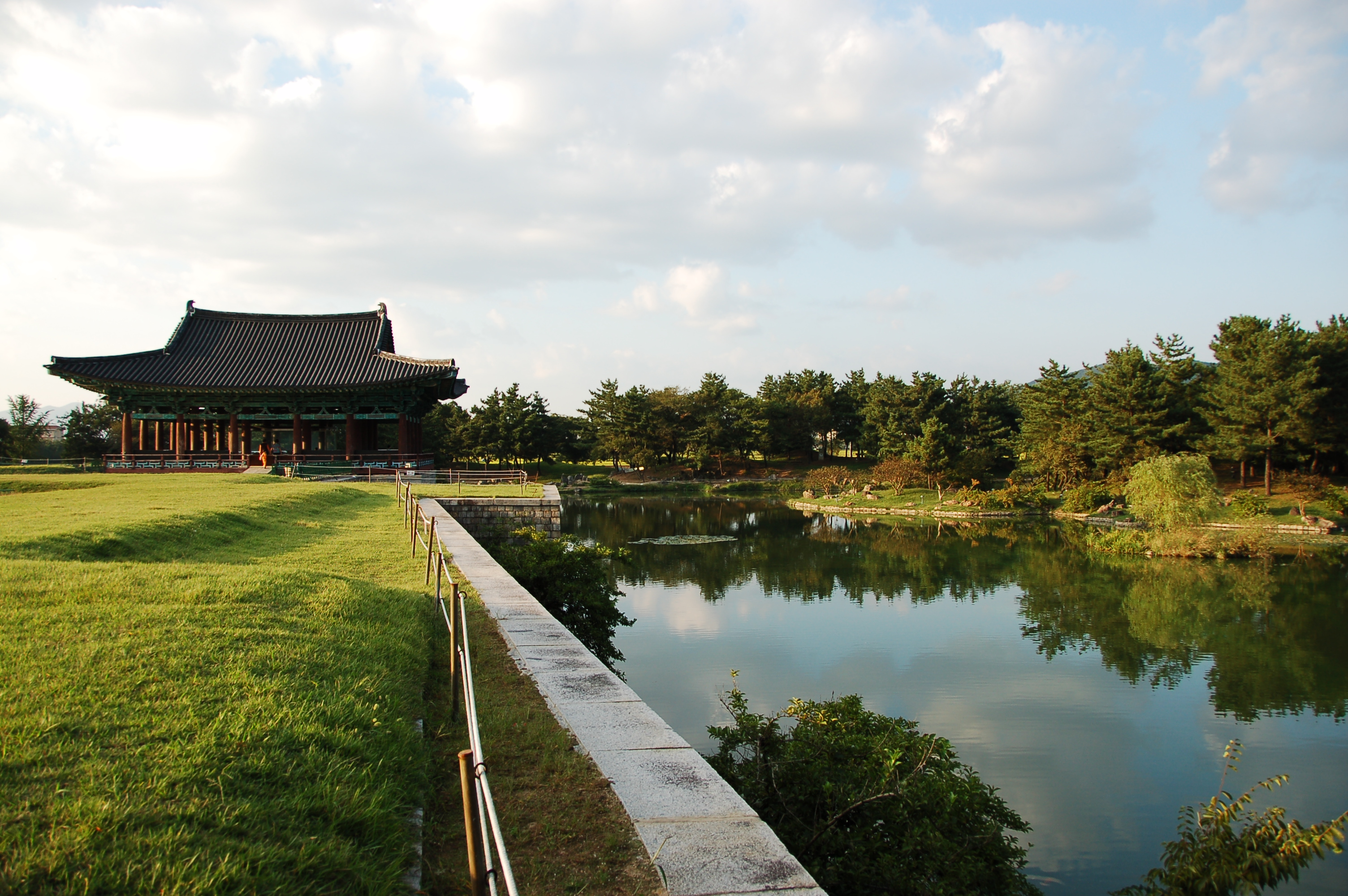
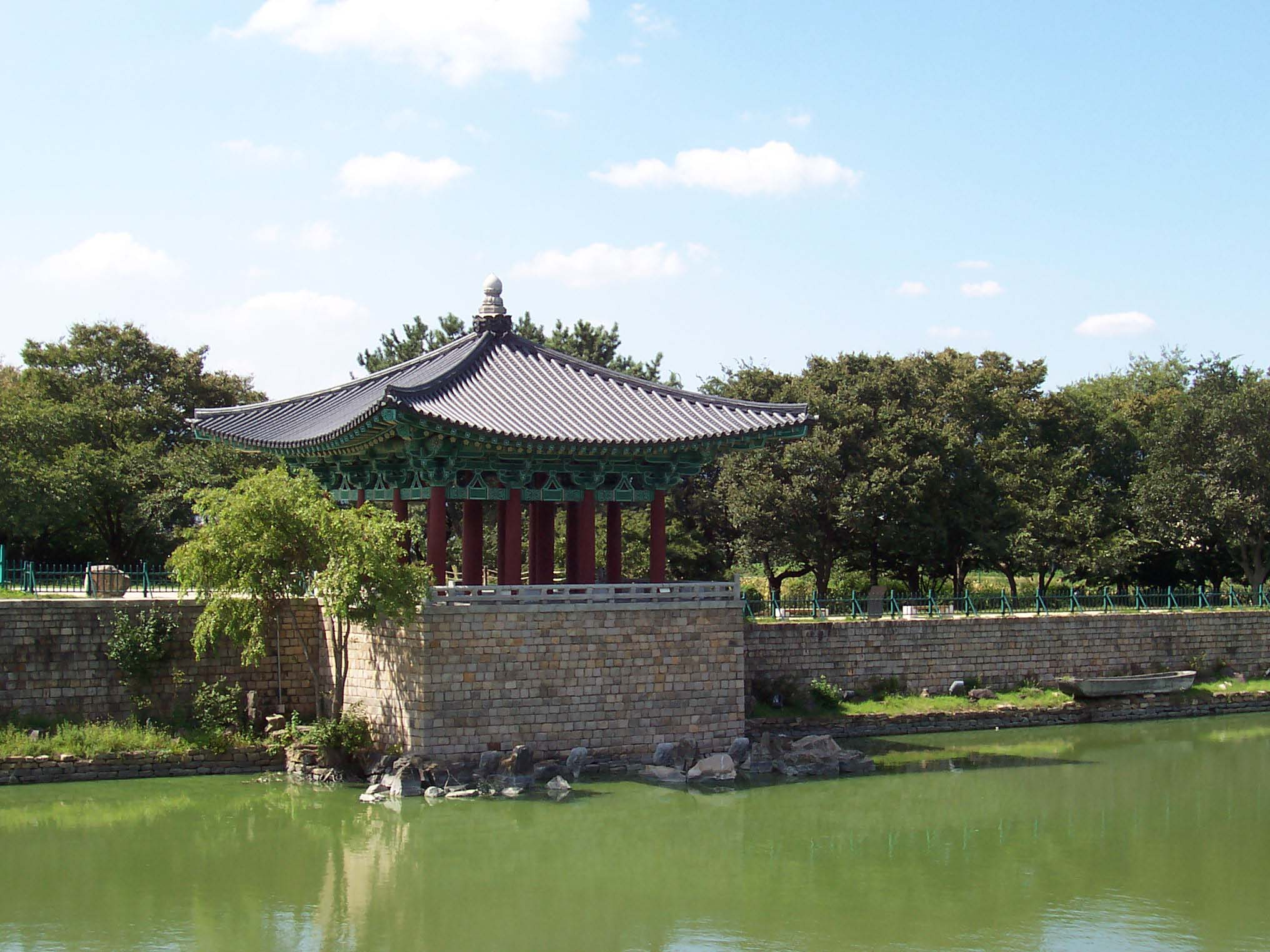
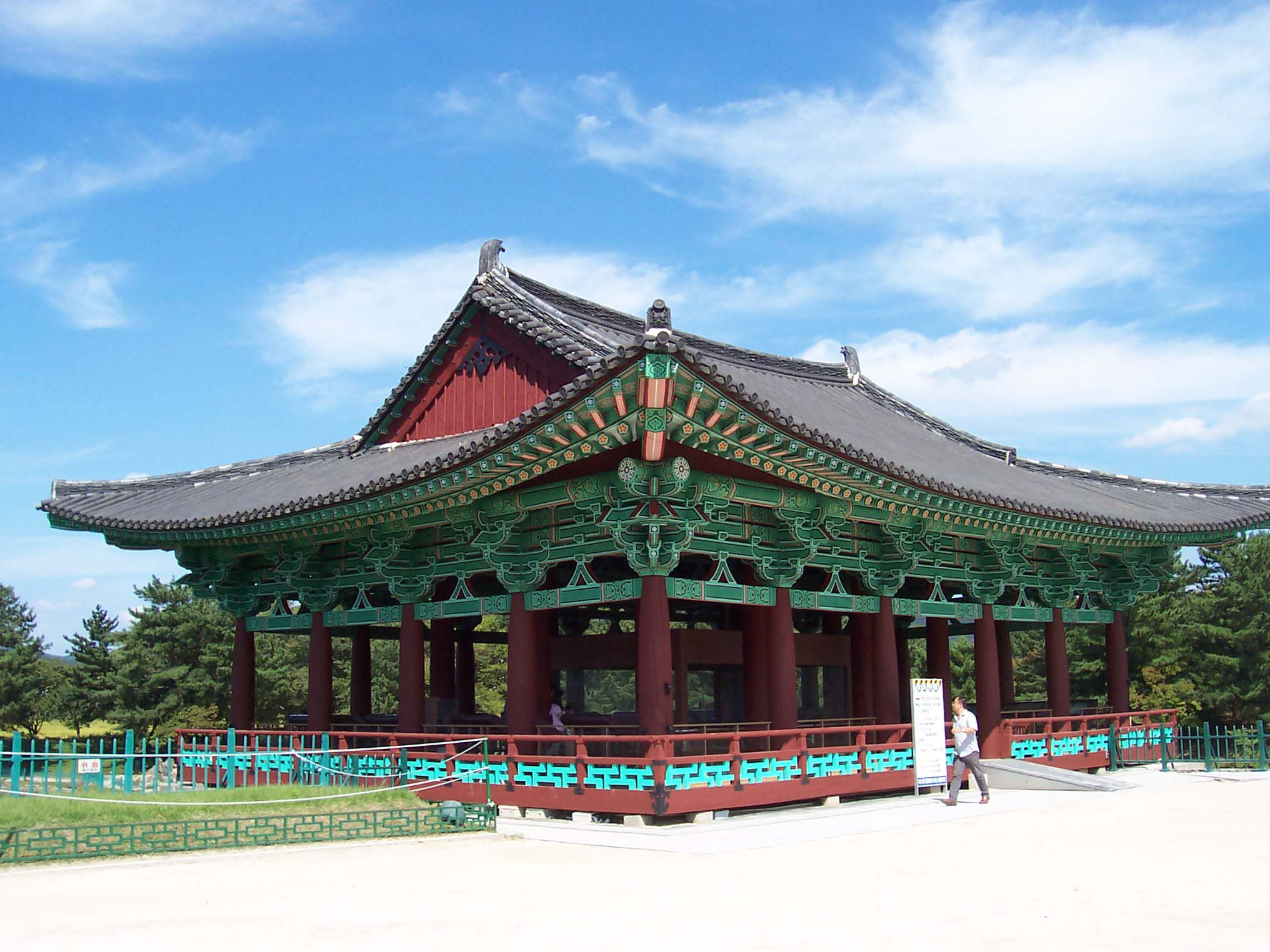
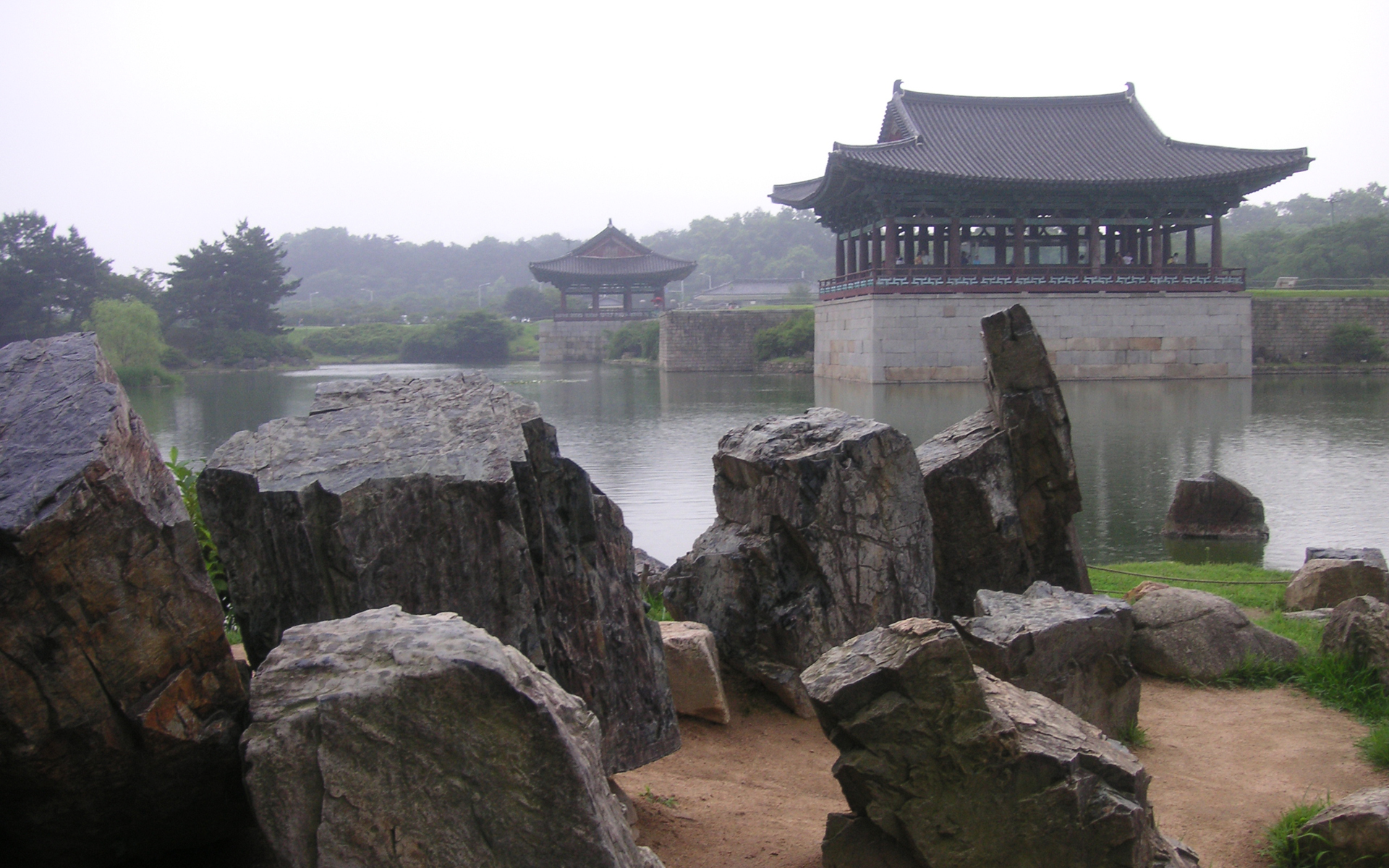
Lago Anap de frente para o palácio Banwolseong
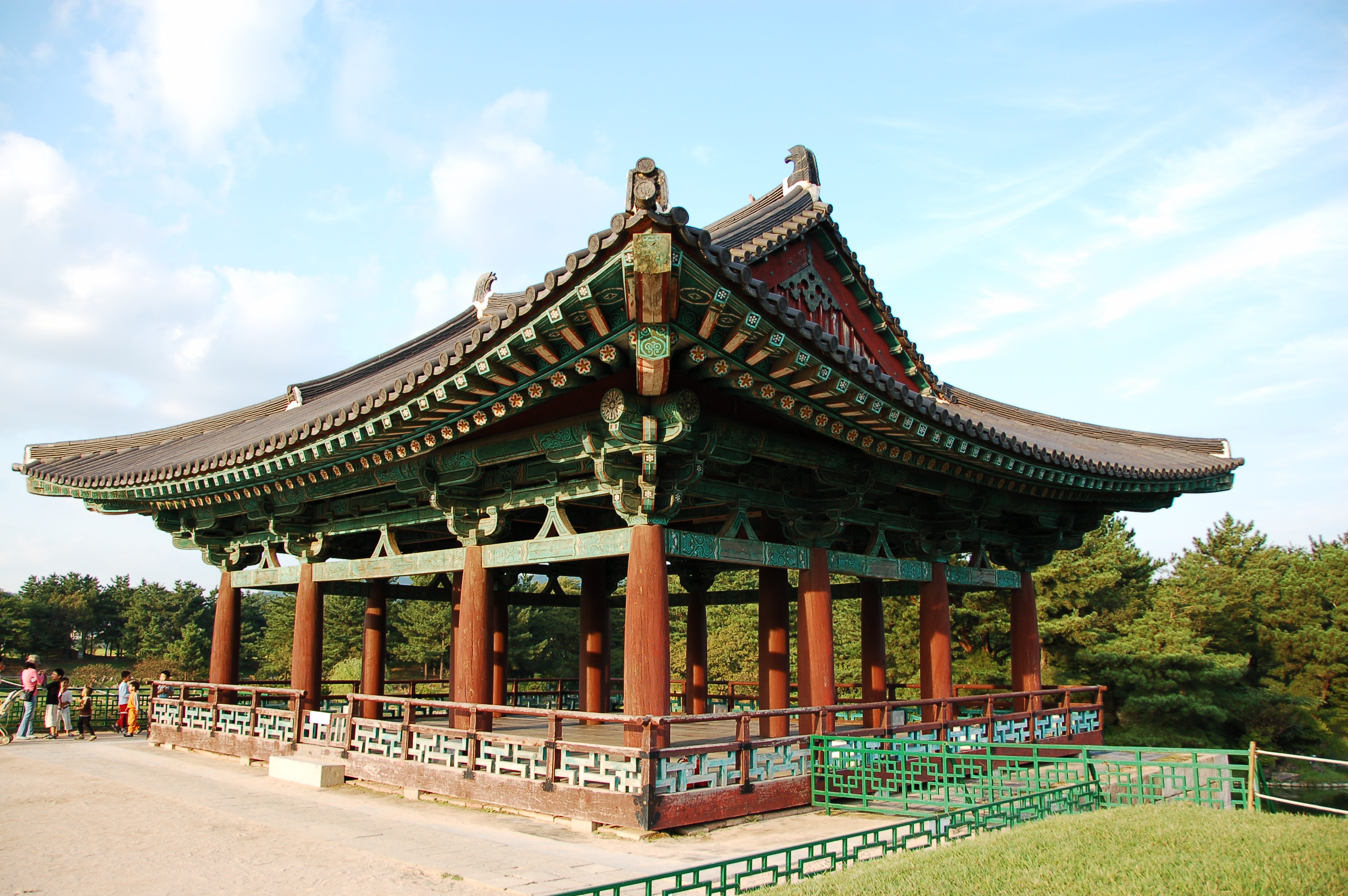
pavilhão reconstruído na lagoa Anapji
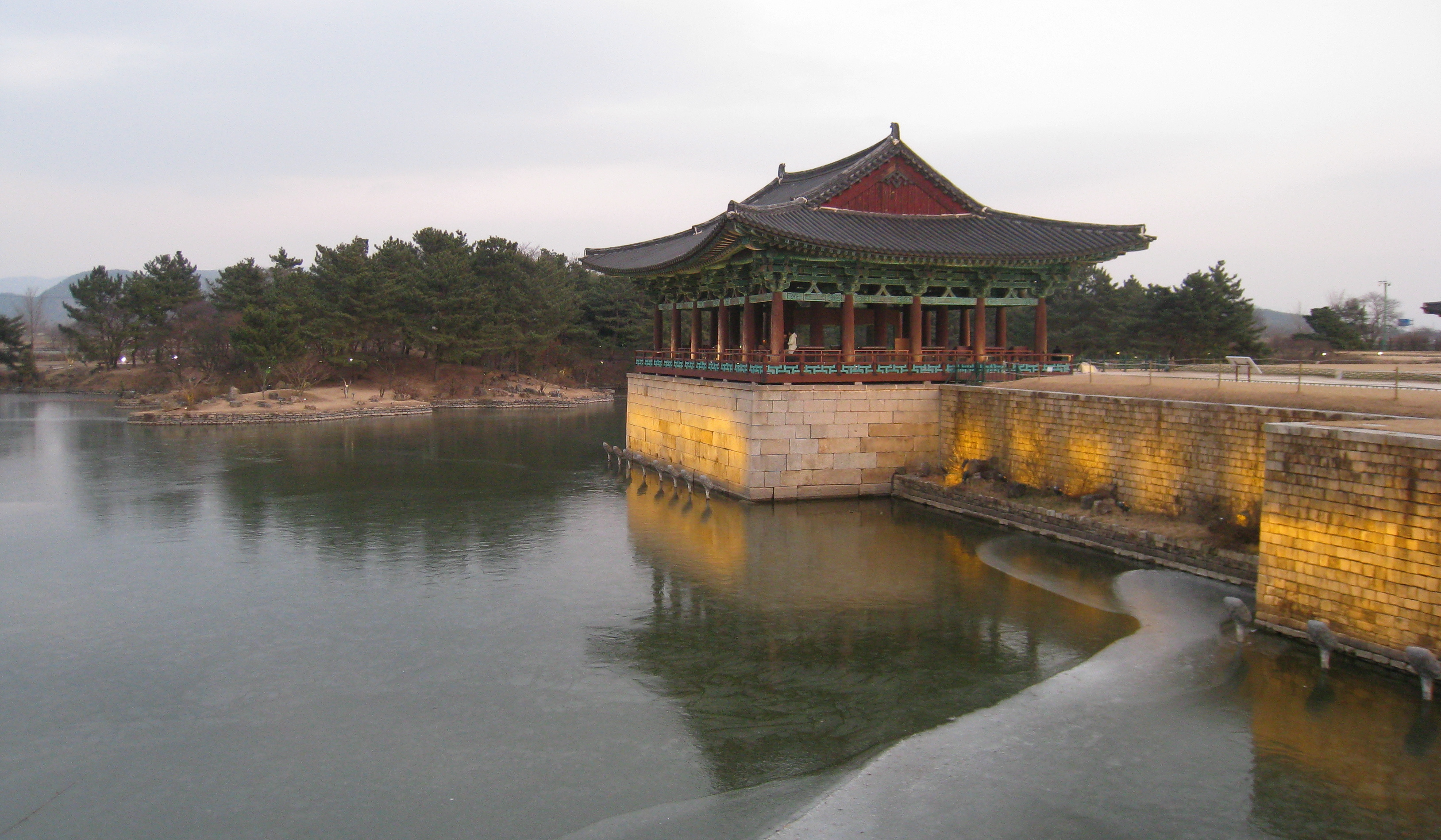
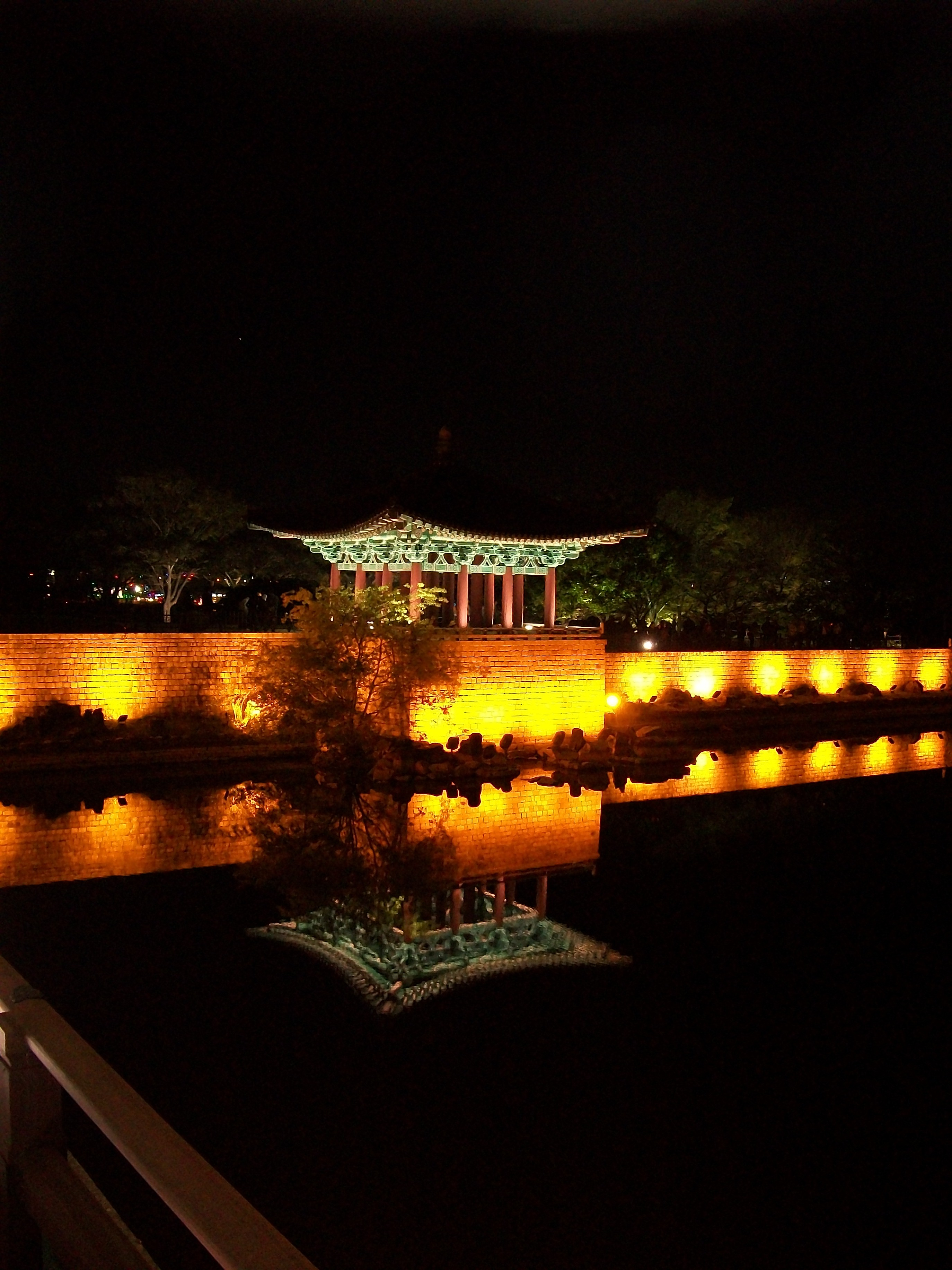
Anapji à noite
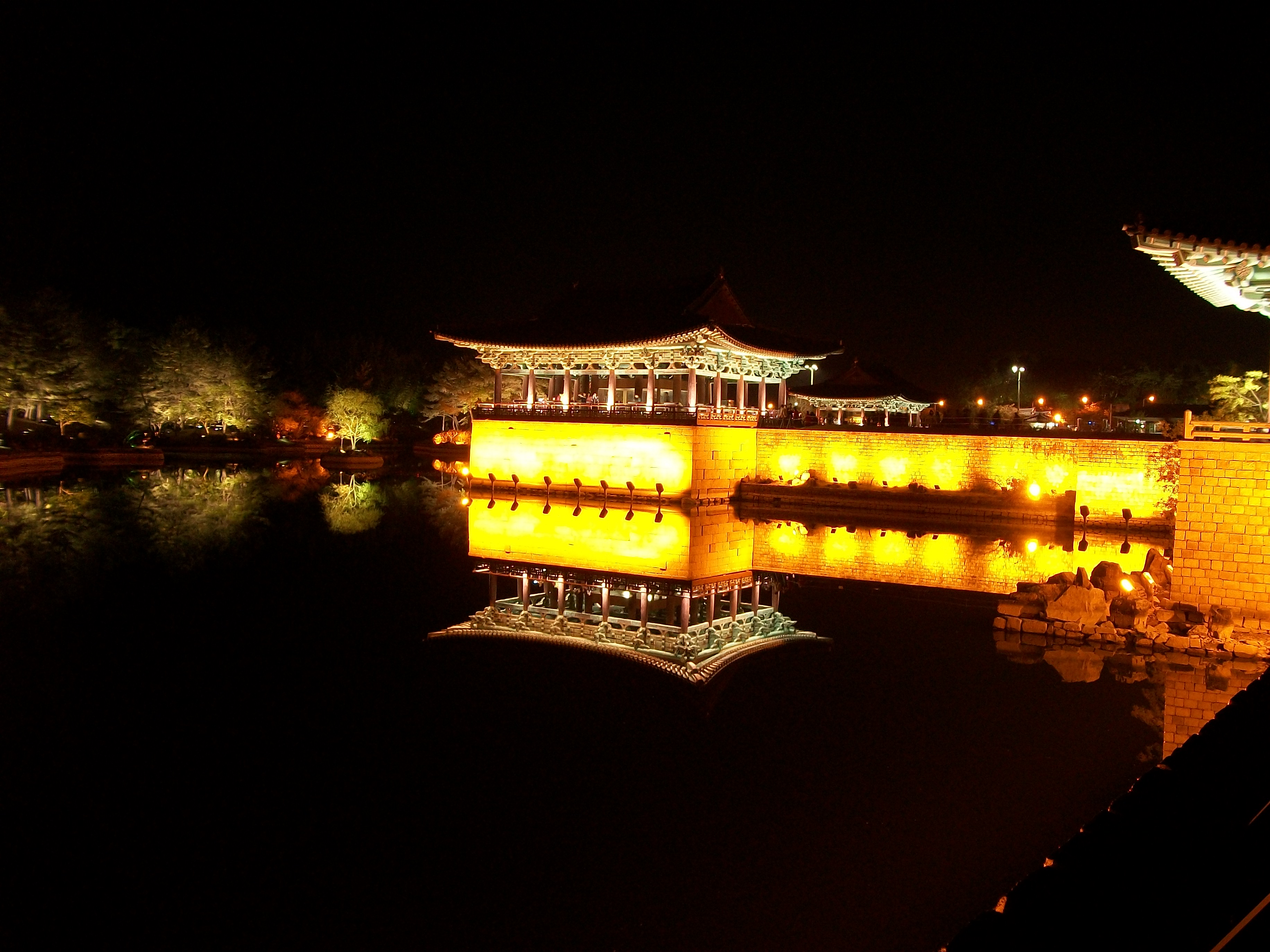
Anapji à noite
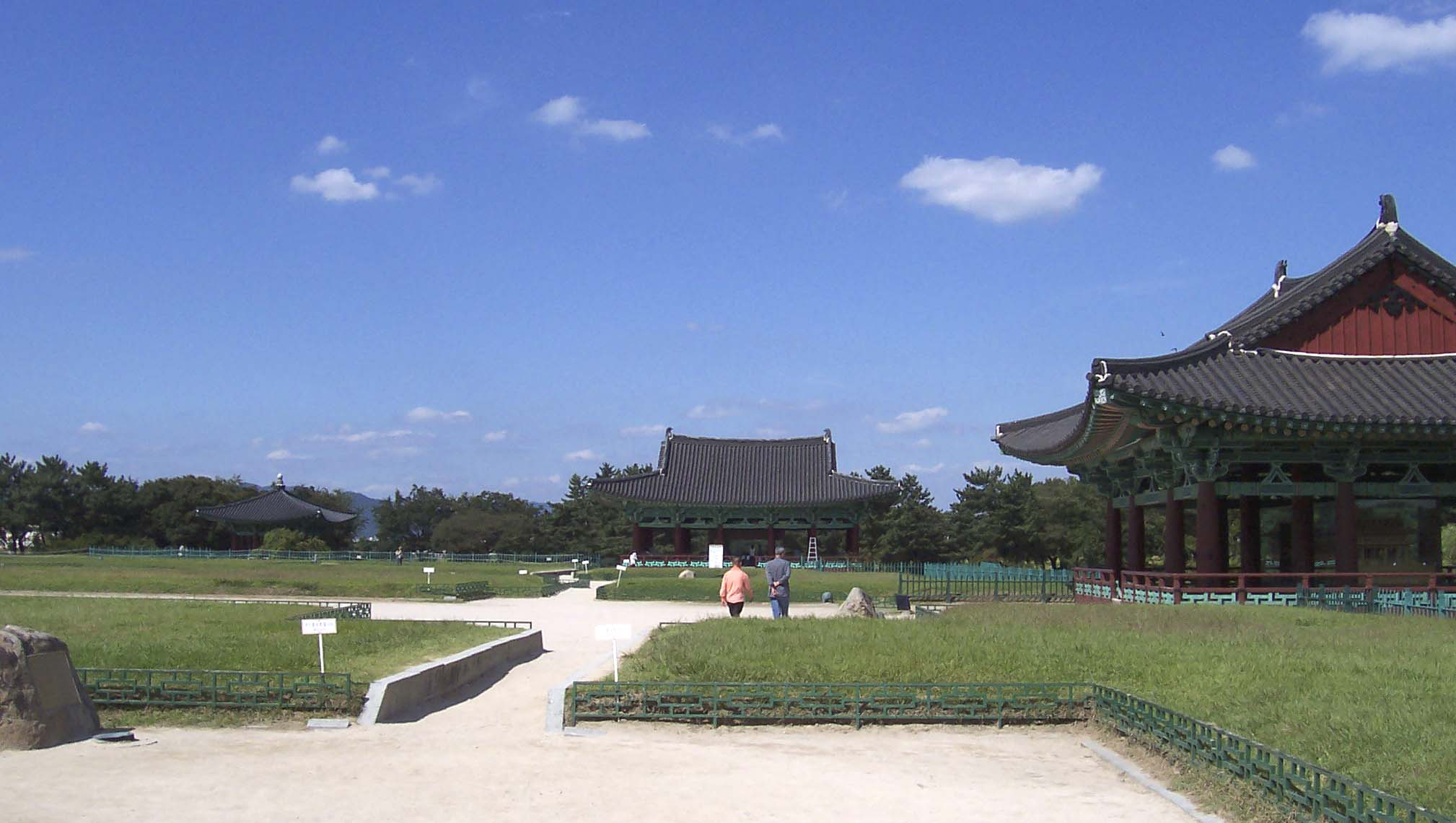
Desde a entrada
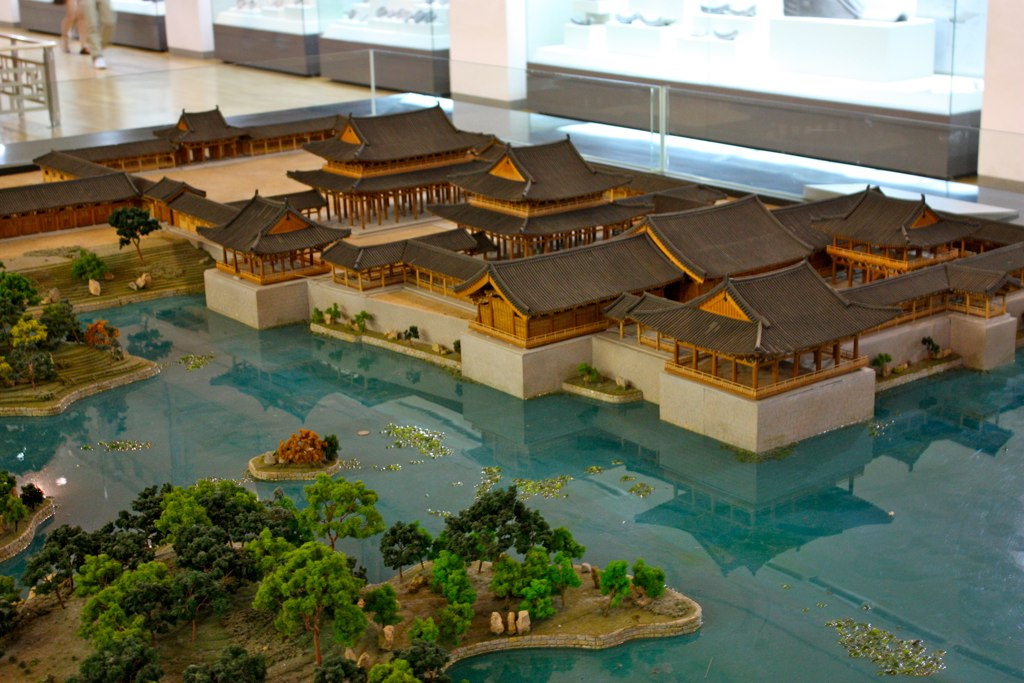
Modelo de reconstrução do complexo real da Lagoa Anapji.